# Abolició del sistema han
L'Abolició del sistema Han i l'establiment del Sistema de Prefectura (廃藩置県, Haihan-Chiken) va ser un acte, el 1871, del nou govern Meiji de l'Imperi del Japó per reemplaçar el sistema tradicional de domini feudal (Han) i introduir l'autoritat d'un govern central (prefectures del Japó). Aquest procés va marcar la culminació de la Restauració Meiji en el qual tots els dàimio (senyors feudals) estaven obligats a retornar la seva autoritat a l'Emperador. El procés es va dur a terme en diverses etapes.

## Guerra Boshin
Després de la derrota de les forces lleials al shogunat Tokugawa durant la Guerra Boshin en 1868, el nou govern Meiji confiscà totes les terres que abans estaven sota el control directe del shogunat (tenryō) i les terres controlades pels dàimios que van romandre lleials a la causa Tokugawa. Aquestes terres representen aproximadament una quarta part de la superfície terrestre del Japó i es van reorganitzar en prefectures, amb governadors designats directament pel govern central.

## Retorn dels dominis
Els revolucionaris vencedors es van organitzar en un Consell d'Estat i, posteriorment després en tres ministres principals que dirigien el govern. Aquesta estructura duraria fins a l'establiment d'un primer ministre, que dirigiria un gabinet de manera occidental, el 1885. En un primer moment, ni tan sols el manteniment de la figura de l'Emperador del Japó era segura. Els nous líders japonesos van intentar reformar el sistema de dominis governats pels dàimios. En 1869 Kido Takayoshi del Feu de Chōshū, amb el suport de nobles de la cort Iwakura Tomomi i Sanjō Sanetomi va persuadir els senyors de Chōshū i de Satsuma, els dos feus principals en l'enderrocament dels Tokugawa, perquè lliuressin voluntàriament els seus feus a l'Emperador. Entre el 25 juliol de 1869 i el 2 d'agost de 1869, per por que la seva lleialtat fos qüestionada, els dàimios d'altres 260 feus van seguir l'exemple. Només 14 feus no van complir voluntàriament amb el retorn dels feus, i després van rebre l'ordre de fer-ho pel Tribunal, sota l'amenaça d'una acció militar. El 1871, quan el Japó estava organitzat en 72 prefectures, l'emperador va anunciar que els dominis quedaven abolits. Els dàimios van ser compensats amb sous anuals iguals al deu per cent dels seus ingressos anteriors, però se'ls va obligar a traslladar-se a la nova capital, Tòquio. La majoria dels dàimios es van retirar de la política.
A canvi de renunciar a la seva autoritat hereditària en favor del govern central, els dàimios van tornar a ser nomenats governadors no hereditaris dels seus antics feus (que van ser reanomenats com a «prefectures») i es va permetre que es quedessin el deu per cent dels ingressos fiscals, prenent com a base la producció efectiva d'arròs (que era major que el nominal de producció d'arròs en què es basaven anteriorment les obligacions feudals sota el Shogunat).
Com a governadors, els exdàimios podien nomenar subordinats, però només si els subordinats complien els nivells de qualificació establerts pel govern central. D'altra banda, els estipendis hereditaris als seus servidors samurai es pagaven amb càrrec a l'oficina de la prefectura pel govern central, i no directament pel governador, un moviment calculat per debilitar encara més els llaços feudals tradicionals.
El terme «dàimio» va ser abolit el juliol de 1869, amb la formació del sistema kazoku de títols nobiliaris.

## Consolidació
Tot i que els antics dàimios s'havien convertit en empleats del govern, encara conservaven cert grau d'independència militar i fiscal, i van gaudir de la veneració habitual dels seus antics súbdits. Això va ser considerat una amenaça creixent a l'autoritat central per part de Toshimichi Ōkubo i altres membres de la nova oligarquia Meiji, sobretot amb el gran nombre de revoltes d'exsamurai que es produïen a tot el país. L'agost de 1871, Okubo, assistit per Saigo Takamori, Kido Takayoshi, Iwakura Tomomi i Yamagata Aritomo forçà un canvi a través d'un edicte imperial que va reorganitzar els 261 supervivents exdominis feudals en 3 prefectures urbanes (fu) i 302 prefectures (ken). El nombre es va reduir després a través de la consolidació de l'any següent a tres prefectures urbanes i 72 prefectures, i a les actuals 3 prefectures urbanes i 44 prefectures el 1888.
El govern central porta a terme aquesta reorganització amb la promesa d'un generós estipendi per als antics dàimios, absorbint els deutes del feu, i amb la promesa de convertir la moneda del feu (hansatsu) en la nova moneda nacional al seu valor nominal. El tresor central es va mostrar incapaç de suportar tanta generositat, motiu pel qual, el 1874, l'estipendi dels exdàimios es va transformar en bons de l'Estat amb un valor nominal equivalent al valor de cinc anys d'estipendis, i el pagament de cinc per cent d'interès anual.
Makino Nobuaki, un estudiant membre de la Missió Iwakura, hauria de remarcar en les seves memòries: «Juntament amb l'abolició del sistema han, l'enviament de la Missió Iwakura a Amèrica i Europa han de ser citats com els esdeveniments més importants que bastiren els fonaments del nostre estat després de la Restauració».